# Wilkin (motorfiets)
Wilkin is een historisch merk van motorfietsen.
De bedrijfsnaam was: Wilkin Motors Ltd., Sheffield.
Wilkin was een Engels motorfietsmerk dat vanaf 1919 346- en 496cc-modellen met Blackburne-motoren bouwde, die soms een geheel gesloten kettingkast en achtervering hadden. De versnellingsbakken werden ingekocht bij Sturmey-Archer. Er was ook een lichter model met een 269cc-Villiers-tweetaktmotor en een tweeversnellingsbak, naar keuze van Albion of Burman.
Om zijn merk te promoten ondernam G. Wilkin in 1920 een 5.334 kilometer lange rit langs de Britse kust, met een jurylid van de Auto-Cycle Union in het zijspan. Deze rit werd voltooid in 32 dagen. Wilkin was echter een van de honderden kleine merken die na de Eerste Wereldoorlog ontstonden en moest door de grote concurrentie de productie in 1923 beëindigen.